# Daniel Kaufmann
Daniel Kaufmann (ur. 22 grudnia 1990 roku) – liechtensteiński piłkarz, reprezentant kraju i klubu FC Vaduz, do którego trafił latem 2012 roku. Występuje na pozycji obrońcy. W reprezentacji Liechtensteinu zadebiutował w 2010 roku. Do 14 września 2013 roku rozegrał w niej 17 meczów.